# مرفق عمومي
المرفق العمومي هو كل مشروع يهدف إلى تحقيق المصلحة العامة بحيث يظل أثناء نشاطه خاضعا للسلطة التي أنشأته أو من ينوب عنها، وبذلك تتلخص مواصفاته في: المشروع ثم المصلحة العامة ثم النية في كونه مرفقا عموميا ثم الخضـوع للسلطة الوصية. ويأخذ المرفق العمومي عدة أشكال: الـمرافق المركزية ثم المؤسسـات العمومية ثم الشركات العمومية ثم الشركات الخاصة.

## مفهوم المرفق العمومي
يدافع بعض فقهاء القانون الإداري على وجود المرفق العمومي باعتباره محورا اساسيا لوجود الدولة وأصلا من اصول القانون الإداري والمعيار الوحيد لتحديد الاختصاص بين القضاء العدلي والقضاء الإداري في حالة وجود نزاع مرتبط بالمرفق العمومي [1] . وعادة ما يلجأ فقه القضاء في تحديده لمفهوم المرفق العام إلى استعمال معيارين أساسيين هما: المعيار العضوي والمعيار الموضوعي[2]. 

### المعيار العضوي
يقصد بالمرفق العمومي حسب المعيار العضوي الهيكل أو الهيئة أو المؤسسة أو التنظيم المتكون من مجموعة من الأشخاص والأموال الذي ينشأ ويؤسس لإنجازمهمة عامة معينة مثل:الجامعات والمستشفيات ودورالثقافة والمسارح والمتاحف ووحدات وأجهزة الإدارة العمومية.وبمعنى آخر هو المنظمة التي تعمل على أداء الخدمات وإشباع الحاجات العامة.[3]

### المعيار الموضوعي
يقصد بالمرفق العمومي حسب هذا المعيار النشاط أو الوظيفة أو الخدمة التي تلبي حاجات عامة للمواطنين مثل: التعليم العمومي والرعاية الصحية والبريد والمواصلات بغض النظر عن المنظمة أو الجهة أو الهيئة القائمة به. أي هو كل نشاط يباشره شخص عمومي بقصد إشباع حاجة عمومية. ويعرفه «هاريو» Maurice Hauriou بأنه منظمة عمومية تقدم خدمة عمومية باستخدام أساليب السلطة العمومية. ويعرفه «دوجي»Leon Duguit  بأنه نشاط يتحتم على السلطة القيام به لتحقيق التضامن الاجتماعي[4].ويعرفه '' لوبادار '' Andre de Laubadere بأنه كل نشاط يباشره شخص معنوي عمومي أو تحت رقابته مستعملا  نظاما مغايرا للقانون الخاص.

## عناصر المرفق العمومي

### المصلحة العامة
تعتبرالمصلحة العامة السبب الجوهري المبررلوجود المرفق العمومي، والضرورة التي أحدثته، والغاية التي بعث من أجلها [5]. ويتميزعنصر المصلحة العامة بطابعه المتعدد والمتغير [6].
وبحكم هذه الميزة، ظل مفهوم المصلحة العامة مفهوما عصيا، حمّال أوجه، مستبطنا العديد من الإحالات الدينية وألاخلاقية والاجتماعية والاقتصادية.اما بحكم الواقع، فقد اقتضت الضرورة ان يتلبس هذا المفهوم بمعنى القيمة حتي يتيسر التحكيم وإيتاء الحجة والبرهان للفصل بين النّاس وإقامة العدل*  .
وترتبط المصلحة العامة  بالاشتراطات التالية:
- أن تعود بنفعها على جميع المواطنين وان يوزع فيما بينهم  حسب الجدارة والاحقية طبق مقتضيات النظم والقوانين السارية.
- ان تكون الأساس الذي تستند إليه السلطة الحاكمة وتقوم من أجله.  فهي الميزة التي تستقي منها الحكومة شرعيتها، وهي السند في وضع إلاجراءات الرقابية على الحاكمين اثناء أدائهم لوظائفهم.
- أن تكون ذات طابع أخلاقي يدفع باتجاه إرساء الحياة السليمة لمجموع المواطنين في كنف العدالة. 
اما من الناحية العضوية، فالأصل أن يقوم بالمصلحة العامة الشخص المعنوي العمومي في الدولة.إلا أن ذلك لا يمنع أن يشارك أشخاص القانون  الخاص في تحمل اعبائها، كما هو الحال مثلاً عندما يتولى أحد أشخاص القانون الخاص إدارة مرفق عمومي بالطريق التعاقدي، وتوزيع خدماته على المنتفعين به.
وفي طور الدولة الحارسة، كانت فكرة المصلحة العامة محددة ومقتصرة على بعض الأنشطة القليلة التي تقوم بها الإدارة العمومية. إلا أنه، وبازدياد دور الدولة وتعدد وظائفها، ودخولها ميدان النشاط التجاري والصناعي، أصبح للمصلحة العامة بعداً اقتصادياً، مما أدى إلى ظهور المرافق العمومية التجارية والصناعية، تعبيراً قانونياً عن المصلحة العامة الاقتصادية.
وباتساع الدور الاجتماعي للدولة، وانتشار أفكار العدالة الاجتماعية،  أعطي  لفكرة المصلحة العامة وجهاً اجتماعياً ترجم قانوناً إلى ما اصطلح على تسميته بالمرافق العمومية الاجتماعية. على غرار مرافق مكافحة البطالة والفقر، ومرافق تنمية الثقافة، والصحة، وحماية البيئة.
إضافة إلى ذلك، فقد أدت فكرة المصلحة العامة دوراً كبيراً في إنضاج مبادئ  القانون الإداري وأفكاره، ففكرة النظام القانوني غير المألوف في القانون الخاص التي ظهرت في نطاق العقود الإدارية خصوصاً، لم تظهر إلا لأن مثل هذه العقود هي عقود المصلحة العامة، باعتبارها تتصل بحاجات المرافق العمومية.وكذلك الحال بالنسبة للا فكار المتعلقة بانتزاع  الملكية لاجل المصلحة العامة.
ولعل أهم دور تضطلع به فكرة المصلحة العامة في نطاق القانون الإداري، أنها تخول للإدارة استعمال امتيازات السلطة العمومية، التي من أهمها على الإطلاق إمكانية أن تتصرف الإدارة بإرادتها المنفردة في إنشاء المراكز القانونية للأفراد وتعديلها وإنهائها[7]. شريطة ان يتم ذلك الاستعمال في إطار فكرة القانون السائدة في المجتمع، وإلا كان تصرف الإدارة تصرفا غير مشروع،  مفتقد لأساس المصلحة العامة الذي يجب أن يقوم عليه.
وفي نطاق القانون الإداري، يسند مفهوم المصلحة العامة للسلطة العمومية نوعاً من السلطة التحكيمية بين المصالح الخاصة المختلفة تمارسها إما على أساس كمي، مستندة في ذلك إلى اعتبار ان المصلحة العامة هي التي تعود بالنفع على  المجموعة الأكثر عدداً في المجتمع، وإما على أساس نوعي، بحيث تعدّ مصلحة عامة كل قيمة عليا تتفوق على التصورات الخاصة في المجتمع[8].

### تلبية الحاجات العمومية
يتفق معظم فقهاء القانون الإداري على ان ألاساس والمبرر لوجود أي مرفق عمومي هو تلبيته للحاجات العامة للمواطنين، حيث تقوم الإدارة العمومية بإنشاء المرافق العمومية التي تقتضيها الحياة العامة للمواطنين تحقيقا للمصلحة العامة.
وقد حدد الفقيه «دوجي» Leon Duguit الحاجات العامة بكونها النشاطات والخدمات التي يقدر الرأي العام، في ادولة المعينة، وفي وقت من الأوقات اهميتها بالنسبة لمجموع المواطنين.الا أن عدم قدرتهم على تأديتها بمفردهم على أكمل وجه استوجب تدخل السلطة. بحيث تؤدي تلك المرافق العمومية خدماتها بصورة مجانية أصلا [9].
اما الرسوم التي تفرض على المواطنين كمقابل للانتفاع بتلك الخدمات، فانها لا ترتقي باي حال من الاحوال إلى مستوى سعر تكلفة الخدمة المقدمة، مثل رسوم الاستفادة من خدمات المستشفيات العمومية، أو الدراسة بالجامعات، أو الدخول للمتاحف. وكلما تنوعت الحاجات العامة وتشعبت، بادرت الدولة بإنشاء أنواع جديدة من المرافق العامة لإشباع تلك الحاجات المستجدة.
ويعد عنصر النفع العام أحد العوامل المميزة للمشاريع التي تنهض بعبء المرافق العمومية عن المشروعات الخاصة التي لا تستهدف من حيث الأصل إلا النفع الخاص. ومن ثم، فإذا لم يتوفر هذا العنصر المهم والضروري في المرفق، فَقَد عموميته، وأصبح من المشروعات الخاصة، ولو كانت الدولة هي التي أنشأته، أو أسهمت في إنشائه.

### المرفق العمومي مشروع تنظيم عام
يقتضي وجود مرفق عمومي إقامة تنسيق وتنظيم بين مختلف مكوناته البشرية والمادية بالشكل الذي يسمح له بأداء دوره في تلبية الحاجات العامة، وذلك من خلال إحداث أجهزة دائمة به مثل: المجالس إلادارية، اللجان الاستشارية... إلخ، على أن لا يكون الغرض من مباشرة النشاط مجرد تحقيق الربح.
ففي مجال المرافق العمومية الإدارية، لا يمكن اعتبار المشروع الذي ينشأ بهدف تحقيق الربح مرفقا عموميا. أما في مجال المرافق العمومية الصناعية والتجارية، فقد اختلف الرأي حولها. فهناك آراء تؤيد فكرة حقيقة الأسعار، وهناك من يساند فكرة السعر العادل، ولا سيما في المجالات الهامة،  تجنبا للتبذير والإفراط في الاستهلاك مثل: الماء والطاقة.
وإذا كان هدف المرفق العمومي  تحقيق النفع العام، لا الربح،  فسيترتب على ذلك حتما وجوب تأدية  الخدمة لعامة الناس. وحيث ان السلطة العامة لا تستطيع تتبع عملية توزيع الأعباء، فان الدولة هي من ستتحمل كل نفقات المرفق، ومن ثم تجعل الانتفاع به مجانا.

### ارتباط المرفق العمومي بالإدارة العمومية
يرتبط المرفق العمومي بالإدارة العمومية المركزية واللامركزية، سواء من حيث إنشائه أو تسييره وإدارته وإلغائه.فالمرافق العمومية الوطنية إنما ترتبط بالسلطات المركزية، اما المرافق العمومية المحلية فهي تتبع وحدات الإدارة اللامركزية ممثلة في البلدية  الولاية وتخضع لوصايتها[10].
وعلى الرغم من مساهمة الأشخاص الطبيعيين في إدارتها أحيانا،  تبقى المرافق العمومية، تحت إشراف ومراقبة الإدارة العمومية. اذ هي تتميز عن غيرها من المرافق بخاصية الخضوع للدولة التي لها حق ممارسة جملة من السلطات على نشاطه وعليه بصفته كهيكل.
فالدولة هي من ينشئ المرفق العمومي، ويحدد مجال نشاطه، ويضبط قواعد تسييره وعلاقته بجمهورالمنتفعين، ويبين سبل الانتفاع بخدماته، ويقرر معاليم رسومه. والدولة هي من يضع التنظيم الخاص بالمرفق ويبين أقسامه وفروعه ويعين موظفيه ويمارس الرقابة على  نشاطه وعلى الاشخاص العاملين فيه  [11].

### خضوع المرفق العمومي لنظام قانوني استثنائي
تؤدي فكرة المرفق العمومي دورا أساسيا وحيويا في تأسيس القانون الإداري وفي وجوده كقانون مستقل عن قواعد القانون الخاص الذي يختلف عنه جوهريا. وهي الوسيلة والاداة التي توظفها السلطة العامة ممثلة في الدولة لتحقيق أغراض المصلحة العامة بالمفهوم الإداري.
وبما هي كذلك، فلا غرو من ان يستاثر المرفق العمومي بنظام قانوني استثنائي، غيرمألوف في مجال النظم القانونية المتعلقة بالمشاريع والمنظمات الخاصة، من حيث الإنشاء والتنظيم والتسييروالرقابة والتوجيه، ومن حيث الإلغاء وفض النازعات.  
و من الاركان ألاساسية والجوهرية لقيام المرفق العمومي احتكامه لنظام قانوني استثنائي، مشتمل على مجموعة من الأحكام والقواعد والمبادئ القانونية،    تضعه الدولة بمناسبة إنشائها له،  تضبط كيفية تنظيمه وطرق تسييره، وشروط إلغائه، واساليب إجراء الرقابة عليه. وهي تختلف اختلافا جذريا عن قواعد القانون الخاص بصفة عامة، وعن قواعد النظام القانوني الذي يحكم المشروعات الخاصة تحديدا.

## مبادئ المرافق العمومية
يجمع فقهاء القانون الإداري، سواء كانت المرافق إدارية بحتة، أو مرافق لها طابع صناعي أو مهني، على ان هناك مبادئ عامة تحكمها جميعا . وهي المبادئ التي تمثل القاسم المشترك بينها، والواجب إعمالها في شأنها، أيا كانت طبيعتها. وهي: مبدأ دوام سير المرافق العمومية بانتظام، ومبدأ المساواة أمام المرافق العمومية، ومبدأ قابلية المرفق العمومي للتغيير والتعديل.

### مبدأ استمرارية المرفق العمومي
تتولى المرافق العمومية القيام بخدمات أساسية للمواطنين، وتؤمن حاجات عمومية جوهرية في حياتهم. ولهذا، أجمع الفقهاء على أن استمرارية المرفق العام تعتبر أحد المبادئ الأساسية التي تحكم عمل المرافق العمومية.

### مبدأ مساواة المنتفعين أمام المرفق العمومي
يعتبرمبدأ المساواة أمام المرفق العمومي، امتداد للمبدأ المساواة بين الأفراد أمام القانون، الذي بات يمثل اليوم حقا من حقوق الإنسان، وحقا دستوريا أعلنت عنه مختلف الدساتير. ويترتب على هذا القول نتائج تتمثل في مبادئ فرعية، هي: مساواة المنتفعين من خدمات المرفق والمساواة في الالتحاق بالوظائف العمومية .
ويقتضي هذا المبدأ واجب معاملة المرفق لكل المنتفعين معاملة واحدة، دون تفضيل البعض على الأخر، لأسباب تمييزية تتعلق بالجنس أو اللون أو الدين أو الحالة المالية وغيرها.
وهذا المبدأ، لا يتنافى مع سلطة المرفق في فرض بعض الشروط التي تستوجبها القوانين والتراتيب المعمول بها، كالشروط المتعلقة بدفع الرسوم أو إتباع بعض الإجراءات أو تقديم بعض الوثائق.  

### قابلية المرفق العمومي للتغيير والتعديل
يعتبر هذا المبدأ من المبادئ العامة المسلم بها من جانب الفقه والقضاء، فهو يمنح للسلطة الإدارية حق تعديل النظام القانوني الذي يحكم المرافق العامة بما يتناسب مع التطورات التي تمس النشاطات المختلفة للمرافق العامة.
ويتضمن هذا المبدأ تنظيم وتسييرالمرافق العمومية في الدولة حسب العوامل والعناصرالملائمة للواقع، والتكيف مع الظروف ومع المعطيات الطارئة والمستجدة. وبالتالي، فالمرفق العمومي يتغير في الزمان والمكان.
ولا يستثني هذا المبدا المرافق العمومية التي تسيرعن طريق عقود الامتياز.فللإدارة الحق في أن تتدخل في تلك العقود بهدف تعديلها بحسب ما يتلاءم مع الظروف المستجدة، من أجل تحقيق المصلحة العامة.غير أن ذلك لا يحرم المتعاقد من حقه في مطالبة السلطة العمومية بالتعويض من أجل إعادة التوازن المالي للعقد.  

## أنواع المرافق العمومية
تقسم المرافق العمومية بالنظر إلى موضوع نشاطها إلى مرافق عمومية إدارية وأخرى اقتصادية واجتماعية.

### المرافق العمومية ذات الصبغة الإدارية
يقصد بالمرافق العمومية ذات الصبغة الإدارية تلك التي تنشئها الإدارة بهدف ممارسة وظيفتها المتمثلة أساسا في النشاط التقليدي للدولة في مجلات اختصاصها كالتعليم والثقافة والصحة والدفاع والأمن... الخ.
وينوه فقهاء القانون الإداري إلى أنه من الصعب تحديد ماهية الطبيعة الإدارية للمرفق العمومي،  نظرا لتعدد مظاهر النشاط الإداري وتنوعها. وهم يعتمدون في تحديدهم لتلك الماهية، على قاعدة التحديد بالنفي . فيكون المرفق العمومي اداريا مالم يكن  صناعيا اوتجاريا.
ويقصد بالمرافق الإدارية أيضا،  المرافق العمومية التي تمارس نشاطا إداريابحتا يدخل في صميم الوظيفة الإدارية.وهويختلف اختلافا جذريا وجوهريا في طبيعته عن النشاط الخاص للأفراد، الأمرالذي يستوجب خضوع تلك المرافق العمومية الإدارية لنظام قانوني مخصوص واستثنائي، الا وهو نظام القانون الإداري الذي يختلف في قواعده عن قواعد القانون الخاص اختلافا كبيرا. فالمرافق العمومية الإدارية ، هي فئة المرافق العمومية التقليدية التي قامت على أساسها نظرية القانون الإداري،  في مفهومها الخاص والضيق.

### المرافق العمومية الاجتماعية والاقتصادية
ظهرت هذه المرافق، نتيجة ازدياد تدخل الدولة في الحياة العامة، خاصة في الميادين الصناعية والتجارية، والتي هي من شؤون القطاع الخاص واهتمامات الأفراد أصلا.

#### المرافق العمومية الاجتماعية
يقصد بالمرافق العمومية الاجتماعية ، المرافق التي تمارس نشاطا عموميا ذا صبغة اجتماعية، وهي مرافق تستهدف تحقيق مصلحة عامة اجتماعية، من قبيل : مرافق الضمان الاجتماعي، والتأمينات، ومرافق الحماية الاجتماعية. ويخضع هذا النوع من المرافق إلى قواعد القانون الإداري وقواعد القانون الخاص. 

#### المرافق العمومية ذات الصبغة الاقتصادية
تمثل المرافق العمومية ذات الصبغة الاقتصادية،  مجموع المرافق التي تمارس وتزاول نشاطا اقتصاديا بهدف تحقيق أهداف اقتصادية، لإشباع حاجات عامة اقتصادية، سواء كانت صناعية أو تجارية أومالية أو زراعية أو تعاونية.
وتخضع هذه المرافق إلى قواعد قانونية تمزج ما بين القانون العام الإداري وقواعد القانون الخاص. ومن أمثلة المرافق العمومية الاقتصادية : مرافق النقل البري والبحري والجوي. ومرافق النقل بواسطة السكك الحديدية. ومرافق توزيع المياه والكهرباء والغاز وغيرها.
اما معيار تحديد هذه المرافق وتمييزها ،  فمركب ومختلط . يحتوي على عناصر ذاتية تتمثل في إرادة المشرع أو إرادة السلطة الإدارية التنظيمية المعلنة في القانون الخاص للمرفق . وعناصر موضوعية ومادية أقرها القضاء الإداري في القانون الإداري المقارن.
وقد ذهب الفقيه«شافانون» Chavanonفي تحديده لهذا النوع من المرافق إلى اعتماد مفهوم العمل التجاري كماهو محدد في القانون مرجع النظر[12].
ويتميز النظام القانوني الصناعي والتجاري العام بطبيعة مختلطة، حيث  يخضع في بعض الجوانب التنظيمية إلى نظام يؤالف ما بين قواعد القانون الإداري وما تتسم به من أساليب السلطة العامة، وبين استحقاقات العلاقة مع سلطة الوصاية التي أنشأته.
أما من حيث القانون، فقد استقر راي القضاء الإداري على أن تخضع تلك المرافق إلى قواعد القانون الخاص في ما تعلق بنشاطها ووسائل إدارتها، وإلى البعض من قواعد القانون العام  فيما اختص بمسائل انتظام سير المرفق العمومي ، والمساواة بين المنتفعين منه، وقابليته للتغيير بما يتلائم مع المستجدات ، مع تمتعها ببعض امتيازات السلطة العامة اللازمة لحسن أدائها لنشاطها مثل : الانتزاع لاجل المصلحة العامة، والاستيلاء المؤقت. وينعقد الاختصاص في هذا الجانب من نشاطها لاختصاص القضاء الإداري .

#### المرافق العمومية المهنية
المرافق المهنية هي المرافق التي تنشأ بقصد توجيه النشاط المهني ورعاية المصالح الخاصة بمهنة معينة. وتتم إدارة هذه المرافق بواسطة هيئات يكون أعضاؤها ممن يمارسون تلك المهنة. ويخول لهم القانون بعض امتيازات السلطة العامة مثل نقابات المهندسين والمحامين والأطباء، وغيرها من النقابات المهنية الأخرى.
وقد ظهر هذا النوع من المرافق عقب الحرب العالمية الثانية لمواجهة المشاكل التي كان يتعرض لها أصحاب هذه المهن والدفاع عنهم وحماية مصالحهم، لا سيما في فرنسا التي ظهرت فيها لجان تنظيم الإنتاج الصناعي منذعام1940 [13].
وتخضع هذه المرافق لنظام قانوني يجمع ما بين القانون العام والقانون الخاص.فهي تخضع إلى القانون العام واختصاص القضاء الإداري في بعض المنازعات المتعلقة بنشاطها .والى احكام القانون الخاص في الجانب الرئيسي من نشاطها .
فالنازعات المتعلقة بالنظام الداخلي، أو التي تنشا فيما بين اعضائها بمناسبة تصريفهم  للشؤون المالية للمرفق، تكون من مشمولات القانون الخاص، ومن اختصاص المحاكم العادية. أما النازاعات المتصلة بمظاهر نشاطها كمرفق عام، وبممارستها لامتيازات السلطة العامة، فتخضع لأحكام القانون العام واختصاص القضاء الإداري .

## تصنيف المرافق العمومية
تنقسم المرافق العمومية بناءا على مدى اتساع نطاق نشاطها الإقليمي الجغرافي إلى مرافق عامة وطنية، ومرافق عمومية جهوية، ومحلية.

### المرافق العمومية الوطنية
المرافق العمومية الوطنية هي المرافق التي تنشئها السلطات الإدارية المركزية ممثلة في الوزارات . حيث تمارس نشاطها على مستوى كافة أرجاء الدولة مثل: المدرسة الوطنية للإدارة، المكتبة الوطنية، المجلس الوطني الاقتصادي والاجتماعي. أو بعبارة أخرى، هي مجموع المرافق التي يمتد نشاطها ليشمل جميع إقليم الدولة مثال: مرافق الدفاع والأمن والبريد والقضاء. ونظرا لأهمية هذا النوع من المرافق فإن أدارتها تلحق بالدولة.

### المرافق العمومية الجهوية والمحلية
المرافق العمومية الجهوية والمحلية هي المرافق العمومية التي تنشؤها وحدات الإدارة الجهوية والمحلية . وتمارس نشاطها داخل الحيز الجغرافي للوحدة الادارية مرجع النظر.وينتفع بخدمات تلك المرافق سكان الولاية أو البلدية.وتتولى السلطات الجهوية والمحلية أمر تسييره والإشراف عليه. 